# The Dark Past
The Dark Past is een Amerikaanse film noir uit 1948 onder regie van Rudolph Maté. Destijds werd de film in Nederland uitgebracht onder de titel Het duistere verleden.

## Verhaal
De gestoorde moordenaar Al Walker ontsnapt uit de gevangenis. Samen met zijn bende overvalt hij de afgelegen woning van psychiater Andrew Collins. Terwijl de misdadigers wachten op een vluchtwagen, tracht Collins inzicht te krijgen in het denkpatroon van de moordenaar.

## Rolverdeling
| Acteur          | Personage          |
| --------------- | ------------------ |
| William Holden  | Al Walker          |
| Nina Foch       | Betty              |
| Lee J. Cobb     | Dr. Andrew Collins |
| Adele Jergens   | Laura Stevens      |
| Stephen Dunne   | Owen Talbot        |
| Lois Maxwell    | Ruth Collins       |
| Berry Kroeger   | Mike               |
| Steven Geray    | Prof. Fred Linder  |
| Wilton Graff    | Frank Stevens      |
| Robert Osterloh | Pete               |
| Kathryn Card    | Nora               |
| Robert Hyatt    | Bobby Collins      |
| Ellen Corby     | Agnes              |
| Charles Cane    | Sheriff            |
| Robert Williams | Williams           |